# Ana Lily Amirpour
Ana Lily Amirpour (en persa: آنا لیلی امیرپور; Margate, Anglaterra, 26 de novembre de 1980) és una directora de cine, guionista, productora i actriu estatunidenca. Amirpour que és d'origen iranià es va revelar internacionalment el 2014 gràcies a la seva pel·lícula Una noia torna a casa sola de nit (2014) —que es basava sobre un curt metratge realitzat anteriorment. La seva segona pel·lícula, The Bad Batch (2016), que comptà amb diversos actors famosos com ara Jason Momoa, Jim Carrey i Keanu Reeves, la va fer més famosa encara. El 2021, ha obtingut el Premi especial del jurat del Festival Internacional de Cinema de Venècia amb la seva tercera realització Mona Lisa and the Blood Moon.

## Filmografia

### Pel·lícules
| Any  | Film                              | Directora | Guionista | Actriu | Rol                |
| ---- | --------------------------------- | --------- | --------- | ------ | ------------------ |
| 2012 | The Garlock Incident              |           | Sí        | Sí     | Lily               |
| 2014 | Una noia torna a casa sola de nit | Sí        | Sí        | Sí     | Skeleton Partygirl |
| 2016 | The Bad Batch                     | Sí        | Sí        |        |                    |
| 2021 | Mona Lisa and the Blood Moon      | Sí        | Sí        |        |                    |

## Premis i guardons
Festival Internacional de Cinema de Venècia
| Any  | Categoría                | Pel·lícula                   | Resultat  |
| ---- | ------------------------ | ---------------------------- | --------- |
| 2016 | Premi Especial del Jurat | The Bad Batch                | Guanyador |
| 2021 | Premi Especial del Jurat | Mona Lisa i la lluna de sang | Guanyador |

Festival de Cinema de Sitges
| Any  | Categoría             | Pel·lícula                        | Resultat  |
| ---- | --------------------- | --------------------------------- | --------- |
| 2014 | Gran Premi del Públic | Una noia torna a casa sola de nit | Guanyador |